# André Troost
Dr. Andries Floris (André) Troost (Den Haag, 20 oktober 1948) is een Nederlandse theoloog, dichter, publicist en predikant van de Protestantse Kerk in Nederland.

## Biografie

### Opleiding
André F. Troost studeerde aan de Rijksuniversiteit te Utrecht, waar hij in het kader van zijn doctoraal examen behalve de Pedagogisch Didactische Leergang ook de Pastoraal Psychologische Leergang volgde. Hij promoveerde aan de Rijksuniversiteit te Utrecht in 1998 op een dissertatie over Willem Barnard (Guillaume van der Graft), Dichter bij het geheim. Leven en werk van Willem Barnard/Guillaume van der Graft.

### Pastoraat
André Troost (gehuwd, later vader en grootvader) was vanaf september 1971 als jeugdwerkleider in het Land van Heusden en Altena en de Langstraat werkzaam vanuit het jeugdcentrum van de Hervormd-Gereformeerd Jeugdbonden 'De Crocus' te Doeveren bij Heusden aan de Maas, later als jeugdwerkpredikant verbonden aan de Classis Heusden, na zijn bevestiging en intrede in de Grote of Catharijnekerk te Heusden op 14 april 1972. Tevens verleende hij bijstand in het pastoraat aan de Hervormde gemeente te Doeveren. Vanaf 30 juni 1974 was hij predikant van de Hervormde gemeente te Asperen. Op 24 juni 1979 werd hij verbonden aan de Hervormde gemeente te Ermelo, waar hij de eerste predikant werd in wijk West. Op 14 september 1990 leidde hij de dienst ter gelegenheid van de ingebruikname van de gebouwde Westerkerk te Ermelo. 
Op 2 oktober 1994 deed hij 's morgens intrede als predikant van de Hervormde gemeente en de Gereformeerde Kerk te Zunderdorp (in deeltijd) en 's avonds in de Westerkerk te Amsterdam als predikant (in deeltijd) van de Stichting Diensten met Belangstellenden te Amsterdam. In die hoedanigheid leidde hij gedurende zeven jaren op zondagavond de 'Diensten met Belangstellenden' in de Engelse Kerk aan het Begijnhof. In die periode leidde hij tevens de kerstavonddiensten in het Concertgebouw te Amsterdam. In 2001 ging hij terug naar Brabant en werd hij op 19 augustus predikant van de Hervormde gemeente in de Protestantse Kerk in Nederland in de vestingstad Heusden aan de Maas. Medio 2012 ging hij, na veertig dienstjaren, met emeritaat en verhuisde hij terug naar Ermelo.
Hij was enige tijd lid van de Raad voor de Eredienst in de Nederlandse Hervormde Kerk, lid van de zendingscommissie van de Classis Harderwijk en lid van het Breed Moderamen van de Classis Heusden. Daarnaast stond hij diverse vacante gemeenten terzijde als consulent.

### Auteur
André Troost schreef in de loop der jaren tientallen boeken, voornamelijk gepubliceerd door Uitgeverij Boekencentrum, voorheen te 's-Gravenhage, later te Zoetermeer. Van hem verschenen onder andere diverse Bijbelse dagboeken, zoals Gaandeweg Hem tegemoet, Aan stille wateren en Alleen bij U (een dagboek bij de Psalmen). Verder meditatieve lectuur: het boek Morgen zal het Pasen zijn (over de vraag naar het 'waarom' van het lijden) en de vertelling De hovenier. Bovendien twee verzamelbundels met respectievelijk 322 en 126 liedteksten: Zingende gezegend en Voorzichtig licht. Er zijn drie cd's met zijn liederen verschenen, getiteld De vreugde vrolijk tegemoet, Lof zij het licht en Voorzichtig licht. Over het Bijbelboek Prediker schreef hij Praten met Prediker, in 2006 genomineerd voor de 'Publieksprijs christelijk boek'. 
Uitgesproken theologisch van karakter zijn de boeken Dat koninkrijk van U;Hoe kan Jezus de Messias zijn? en Engel naast God: hoe goddelijk is Jezus? Ook voor kinderen schreef hij, zoals de door Willeke Brouwer geïllustreerde kinderbijbel Alle mensen (met 124 verhalen over personen in de Bijbel, van Adam tot Paulus). Gedurende tientallen jaren schreef hij bijdragen voor het evangelisatieblad Elisabethbode en Kontekstueel; tijdschrift voor gereformeerd belijden nú. Liederen van zijn hand verschenen in 2013 in Liedboek - zingen en bidden in huis en kerk. Zijn meest recente boek, Als God een vraag is: Mijmeringen in Mokum, kwam in 2019 uit.

## Discografie

### Cd's met liederen
- De vreugde vrolijk tegemoet. 19 liedteksten van André F. Troost. Verkrijgbaar bij Boekencentrum, Zoetermeer,
- Lof zij het licht, 19 liedteksten van André F. Troost . Met medewerking van diverse koren onder leiding van Martin Zonnenberg.
- Voorzichtig licht. 15 liederen van André F. Troost, gezongen door diverse koren. Bovendien: vier orgelimprovisaties door Gerben Mourik. ISBN 97890239 67170; verkrijgbaar bij Boekencentrum, Zoetermeer

### Luisterboeken, elk met twee cd's
- Om stil te worden. Mijmeringen voor thuis en onderweg. Stem: André F. Troost . Met muzikale intermezzo's door Jaco van de Werken. Boekencentrum, Zoetermeer 2007. ISBN 978-90-239-2197-4; NUR 711
- De zomer in zicht. Mijmeringen voor thuis en onderweg. Stem: André F. Troost. Met muzikale intermezzo's door Jaco van de Werken. Boekencentrum, Zoetermeer 2011.  ISBN 9789023920267; NUR 713

### Opname in andere liedbundels
Van André Troost werden liedteksten opgenomen in de volgende liedbundels:
- Contrafacten. Een keuze uit de psalmzettingen van Heinrich Schütz. Den Haag 1988. ISBN 9070967 05 7
- Evangelische liedbundel. Boekencentrum, Zoetermeer 1999. ISBN 90 239 0357 9
- Geroepen om te zingen. ISBN 9052630240
- Hoop van alle volken, liederen. ZWO kerken, Leusden/Driebergen/Oegstgeest 1997
- Liedboek - zingen en bidden in huis en kerk, 's-Gravenhage/Zoetermeer 2013. ISBN 9789491575006; ISBN 9789491575013; ISBN 9789491575075; ISBN 9789491575037; ISBN 9789491575044; ISBN 9789491575082. NUR 709
- Ook uit de mond der kinderen, deel 2. Liedbundel. Boekencentrum, Zoetermeer 1996. ISBN 9023910729
- Ook uit de mond der kinderen, deel 3. Liedbundel. Boekencentrum, Zoetermeer 2006. ISBN 9023918827; ISBN  9789023918820
- Op Toonhoogte. Liederenbundel. HGJB Bilthoven/Boekencentrum Zoetermeer 2005. ISBN 90-239-1915-7;  NUR 709
- Schriftberijmingen, proefbundel voor de Christelijke Gereformeerde Kerken. Amsterdam 1987. ISBN 9060645421
- Tussentijds, Aanvullend liedboek bij het Liedboek voor de Kerken. Kampen 2005. ISBN 90 239 6326 1 / 90 435 0981 7
- Uit aller mond. Een nieuwe bundel geestelijke liederen voor gezin, school, vereniging en koor.  Boekencentrum Zoetermeer 1988. ISBN 9023916026
- Zangbundel. 200 bekende geestelijke en bijbelse liederen. Zoetermeer 2009, ISBN 9789023967231, NUR 709. Muziekuitgave: ISBN 9789023967156; NUR 709
- Zingend geloven deel 1, Amsterdam 1981
- Zingend geloven deel 2, Amsterdam 1983
- Zingend geloven deel 3, Nijkerk 1988. ISBN 9026601603
- Zingend geloven deel 4, Boekencentrum, Zoetermeer 1991. ISBN 9023919645
- Zingend geloven deel 5, Boekencentrum, Zoetermeer 1995. ISBN 9023919726
- Zingend geloven deel 6, Boekencentrum, Zoetermeer 1998. ISBN 9023919726
- Zingend geloven deel 7, Boekencentrum, Zoetermeer 2000 ISBN 9023919742
- Zingend geloven deel 8, Boekencentrum, Zoetermeer 2004. ISBN 9023919777
- BIJDRAGEN AAN HET LIEDBOEK - ZINGEN EN BIDDEN IN HUIS EN KERK 2013:

De gezangen 287, 310, 342, 358, 370, 482, 505, 506, 507, 635, 636, 637, 648, 700, 781, 793, 794, 894, 957; de melodie van gezang 781 en de gebedtekst op pagina 569.